# Passolanciano-Maielletta
Passolanciano-Maielletta è un comprensorio sciistico italiano, situato nell'appennino abruzzese, sul versante nord-orientale del massiccio della Maiella, all'interno del parco nazionale della Maiella, nel territorio dei comuni di Pretoro, Rapino e Pennapiedimonte (in provincia di Chieti) e Roccamorice (provincia di Pescara). Nato a metà anni novanta, consta di due differenti stazioni sciistiche limitrofe, ma sciisticamente non direttamente collegate tra loro: quella di Passo Lanciano (1300 m s.l.m. circa) e quella della Maielletta (1648 m circa) poste lungo la strada che sale prima fino al rifugio Bruno Pomilio (1888 m) e poi fino al Blockhaus (2143 m), con un bacino di utenza rivolto principalmente al basso Abruzzo con le province di Pescara e Chieti.

## Descrizione
È uno dei tre poli sciistici della Maiella assieme a Campo di Giove e Passo San Leonardo, il più grande e importante dei tre, raggiungibile da nord da Scafa-Lettomanoppello, da est da Pretoro, da ovest da Roccamorice. La parte alta del comprensorio rientra anche nella riserva naturale Piana Grande della Maielletta, mentre a ovest del Blockhaus confina con la riserva naturale Valle dell'Orfento I.

### Passolanciano
Circondata da boschi di faggio dai 1100 m fino ai 1550 m circa di quota, conta di diversi impianti di risalita con seggiovie e skilift che raggiungono i 1600 m di quota e servono diverse piste da sci di differente difficoltà.

### Maielletta

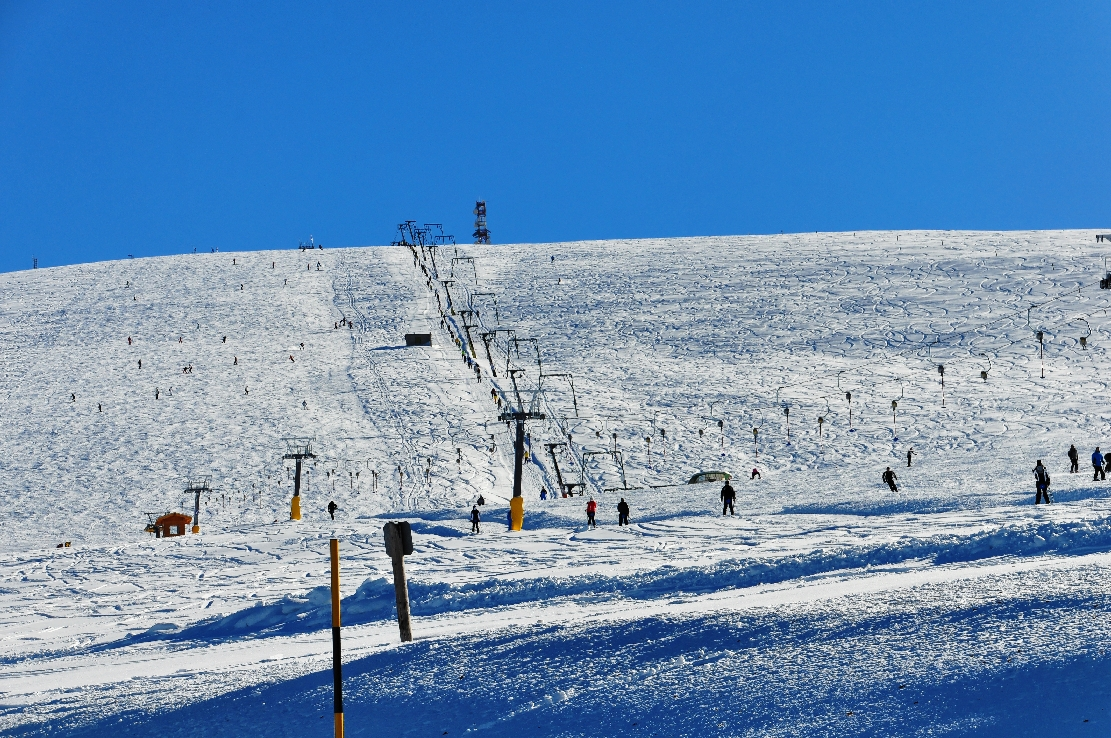
Impianti e piste da sci nella Maielletta

Dalle piste della Maielletta, a partire dai 1600 m fino ai 2000 m di quota, è invece possibile scorgere nelle giornate limpide, oltre alle cime più alte del massiccio, il Gran Sasso a nord, il Velino-Sirente a nord-ovest, in lontananza ad est anche la vista del Mare Adriatico (unica stazione sciistica dell'appennino abruzzese, assieme a Prati di Tivo, dove poter sciare con vista mare in lontananza), con l'intera sottostante parte collinare e pianeggiante e i relativi centri di Pescara e Chieti, 1 500-2000 m più a valle. Diffuso è anche lo scialpinismo e l'escursionismo estivo sui sentieri verso le cime della Maiella.

### Blockhaus

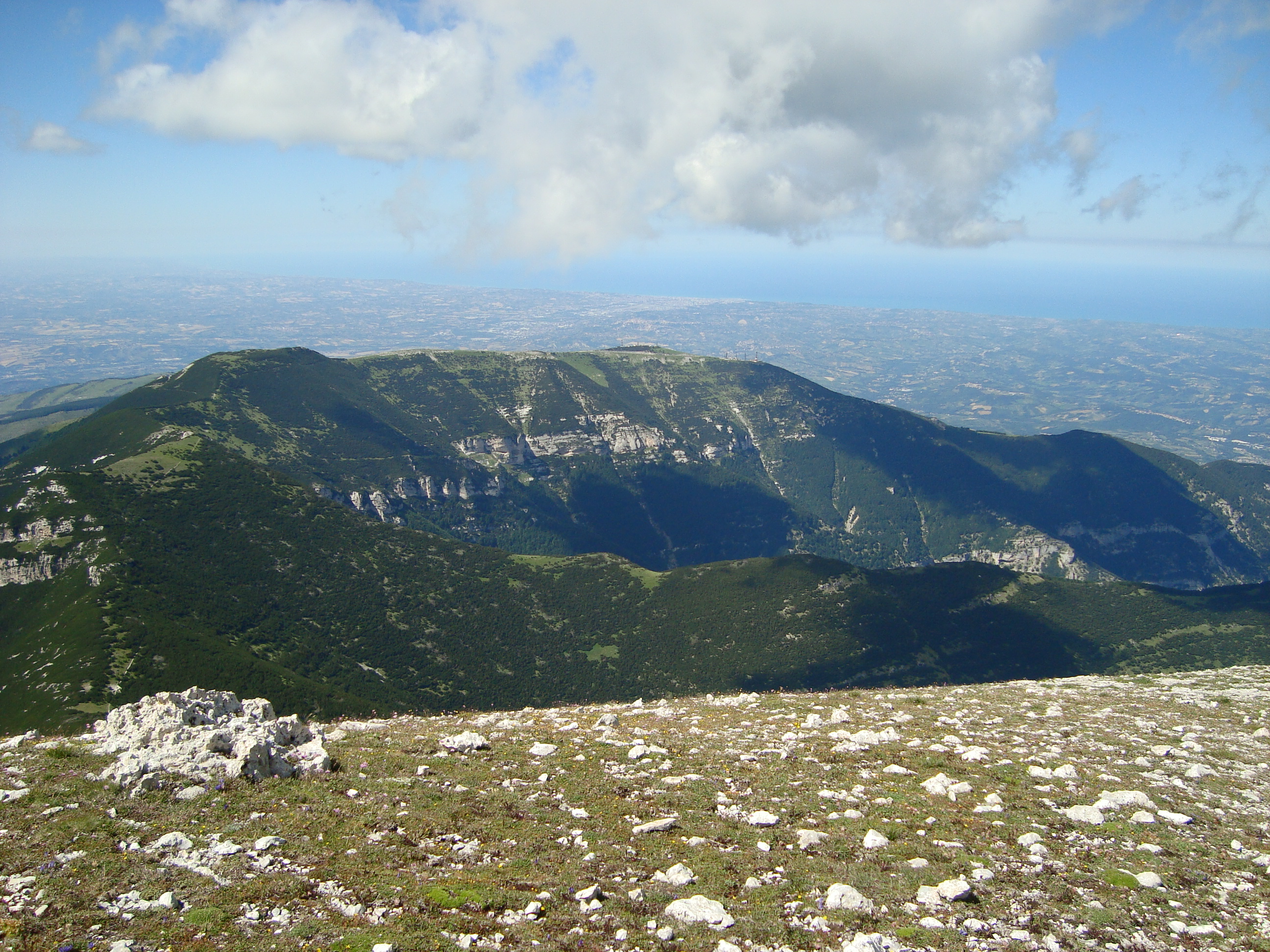
Cima Blockhaus

La parte sommitale del comprensorio, posta al termine di una lunga e impegnativa salita con un piccolo pianoro di cresta in quota, è nota come Cima Blockhaus (2143 m), la cui strada di accesso è dagli anni 2010 interdetta al transito degli autoveicoli a partire da quota 1980 m poco oltre il rifugio Bruno Pomilio, con la cima (dove è presente il pianoro del Blockhaus e la statua della Madonnina) raggiungibile solo a piedi o in bicicletta.
Rappresenta un'antica superficie di erosione formatasi quando il rilievo aveva un'altezza modesta, e si trovava in condizioni ambientali sub-tropicali. L'isola corallina originaria, emersa dal mare, fu soggetta a fenomeni di degradazione fisica e chimica, che potevano rastremare la superficie. Il processo si protrasse nei millenni, livellando l'isola e le asperità, mentre nei bordi sommersi continuava l'attività biogena degli organismi che fabbricavano carbonato di calcio. L'innalzamento ha provocato l'inarcamento della montagna, mantenendo in posizione sub-pianeggiante queste superfici interne; l'erosione glaciale ha poi formato valli che hanno ridotto queste aree isolandone la parte centrale. Ebbe dunque la forma di un acrocoro triangolare, poiché con l'attività glaciale non è stata erosa la superficie, come in altri casi della Majella, trasformati a creste.

### Accessibilità
Il comprensorio è facilmente raggiungibile da Pretoro attraverso la strada statale 614 della Maielletta, Scafa (uscita autostradale dell'A25 Torano-Pescara) e Roccamorice.

## Storia
Il termine "block-haus" (che in tedesco significa "casa di sassi", vedi Blockhaus) fu coniato nel XIX secolo durante la lotta al brigantaggio da un comandante militare di origine austriaca che era di stanza con un plotone di bersaglieri sulla cima, dove era costruito un fortino di pietra, durante il periodo post Unità d'Italia, per cercare di frenare l'avanzata dei briganti. Costruito nel 1863 circa, rimasto in funzione fino al 1867, avente planimetria rettangolare, oggi non resta nulla, tranne la base in pietra. Da allora la cima prese questo nome.
Presso la cima si trova un'importante testimonianza della cosiddetta "Banda della Majella" dei briganti, ossia la scritta incisa sulla "Tavola dei Briganti". La banda era composta da Croce di Tola, dei fratelli Colafella di Sant'Eufemia a Maiella, Domenico Di Sciascio di Guardiagrele, Nicola Marino di Roccamorice e Fabiano Marcucci di Campo di Giove. La scritta sulla pietra risale circa al 1867 e reca:
Usato come punto militare dai nazisti durante la seconda guerra mondiale, nella località di Passo San Leonardo nel 1943 furono costretti a marciare gli abitanti sfollati di Lettopalena per raggiungere Campo di Giove. Dopo la seconda guerra mondiale, a partire dagli anni sessanta la Maiella divenne oggetto di studi scientifici e meta di escursionisti, un fenomeno sempre più crescente. Nel corso del 1995 fu progettato l'impianto sciistico di "Passolanciano-Maielletta" nel territorio comunale di Pretoro.

### Sviluppo

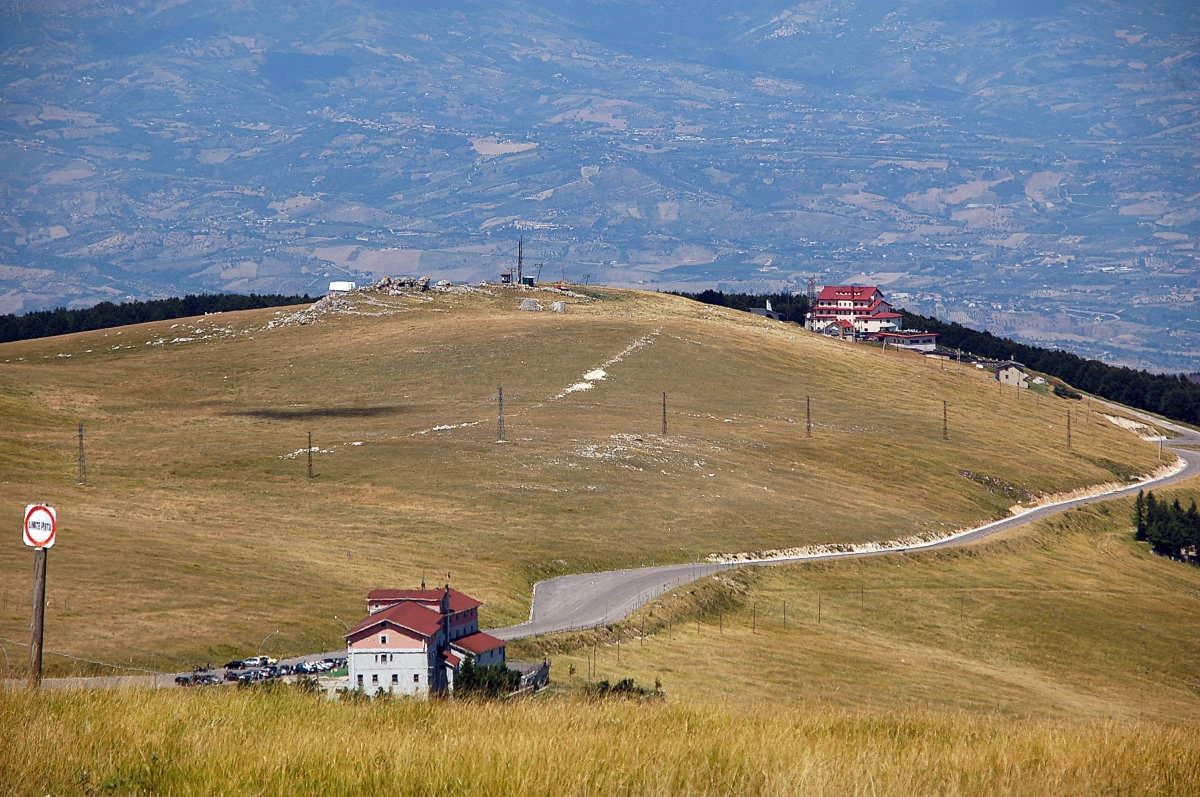
Cima Mammarosa

La regione ha in programma diversi interventi ed investimenti per il comprensorio tra i quali rientrano:
- Costruzione di un impianto di innevamento artificiale da realizzare fino a 1700 m di quota;
- Costruzione degli impianti sciistici che consentiranno il collegamento "sci ai piedi" tra la stazione di Passolanciano e quella di Mammarosa;
- Ristrutturazione di un immobile che diverrà il cuore della stazione, con spazi e servizi dedicati anche a chi non scia più un'altra quota di risorse per ampliare i parcheggi sia a Passolanciano che a Mammarosa;
- Investimenti per migliorare ed incrementare la viabilità dal versante di Roccamorice.

## Ciclismo

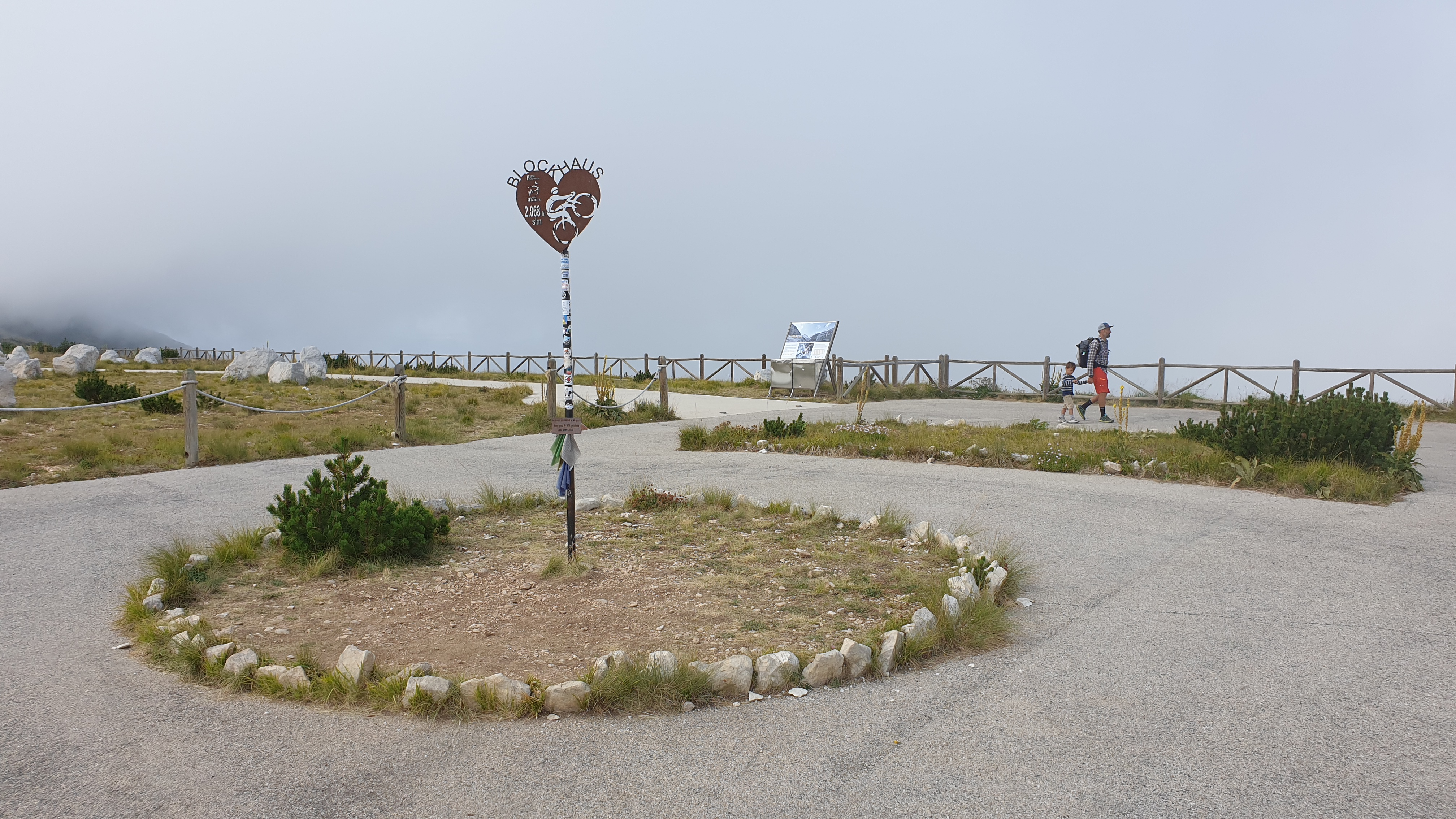
Piazzale del Blockhaus con il segnale dedicato al ciclismo

L'ascesa del Blockhaus (2143 m s.l.m.), classificabile come salita appenninica lunga e con pendenze medio-elevate, risulta essere la salita asfaltata con il maggiore dislivello presente in Italia (2039 m) (battendo di poche decine di metri il Colle del Nivolet da Locana e di circa 180 m il Passo dello Stelvio da Prato allo Stelvio). Si può scalare da tre diversi versanti i quali hanno il tratto finale di 6 km in comune ovvero dalla Maielletta (1648 m) fino alla sommità: in quest'ultimo tratto, la pendenza media è del 6,9%, mentre la massima è dell'8,7%. I tre versanti elencati in ordine di difficoltà sono:
- Versante Manoppello Scalo-Roccamontepiano-Pretoro: è il più lungo dei tre, misurando circa 40 km, ma è quello che presenta la minore pendenza media complessiva (pari al 5,2%). È abbastanza pedalabile fino alla Maielletta dopo aver passato Passo-Lanciano, poi diventa più duro nel tratto finale di 6 km in comune con gli altri versanti.
- Versante Scafa-Roccamorice: misura circa 31,5 km ed ha una pendenza media complessiva del 6,3%, ma è molto irregolare; la parte più dura di questo versante si trova infatti nel tratto di strada di 13,5 km che collega Roccamorice alla Maielletta, svalicando presso passo Tettone, e che presenta una pendenza media del 9,4%, ma con lunghi tratti abbondantemente oltre il 10% e punte che arrivano fino al 14,5%. Secondo alcune fonti, questo tratto di strada di 13,5 km, si colloca come la terza salita asfaltata più dura d'Italia dopo Zoncolan e Mortirolo, davanti al Colle delle Finestre ed una delle più dure d'Europa.
- Versante Scafa-Lettomanoppello: misura circa 29 km ed è più ripido del precedente, avendo una pendenza media complessiva del 7,1%. Nel tratto compreso tra Lettomanoppello fino a Passolanciano (1300 m) di 10,4 km, presenta una pendenza media dell'8,4%, con punte fino al 9,4%. Secondo le fonti ufficiali, si tratta complessivamente del versante più duro considerando pendenza media e lunghezza.

### Giro d'Italia
È stato diverse volte punto di arrivo o transito del Giro d'Italia professionisti.

#### Come arrivo di tappa
| Anno | N°  | Tappa                              | Lunghezza km | Vincitore di tappa | Maglia rosa        |
| ---- | --- | ---------------------------------- | ------------ | ------------------ | ------------------ |
| 1967 | 12ª | Caserta – Blockhaus                | 220          | Eddy Merckx        | José Pérez Francés |
| 1968 | 21ª | Rocca di Cambio – Blockhaus        | 198          | Franco Bitossi     | Eddy Merckx        |
| 1972 | 4ª  | Francavilla al Mare – Blockhaus    | 48           | José Manuel Fuente | José Manuel Fuente |
| 1984 | 5ª  | Numana – Blockhaus                 | 225          | Moreno Argentin    | Francesco Moser    |
| 2006 | 8ª  | Civitanova Marche – Passolanciano  | 171          | Ivan Basso         | Ivan Basso         |
| 2009 | 17ª | Chieti – Maielletta                | 83           | Franco Pellizotti  | Denis Men'šov      |
| 2017 | 9ª  | Montenero di Bisaccia – Maielletta | 139          | Nairo Quintana     | Nairo Quintana     |
| 2022 | 9ª  | Isernia – Blockhaus                | 191          | Jai Hindley        | Juan Pedro Lopez   |

#### Come G.P. della montagna
| Anno | N°  | Tappa                             | Lunghezza km | Versante GPM                                         | Vincitore GPM          |
| ---- | --- | --------------------------------- | ------------ | ---------------------------------------------------- | ---------------------- |
| 1969 | 12ª | Scanno – Silvi Marina             | 180          | Versante Roccamorice e discesa verso Pretoro         | Michele Dancelli       |
| 1970 | 11ª | Rivisondoli – Francavilla al Mare | 180          | Versante Roccamorice e discesa verso Pretoro         | Martin Van Den Bossche |
| 1973 | 10ª | Alba Adriatica – Lanciano         | 174          | Versante Roccamorice e discesa verso Pretoro         | José Manuel Fuente     |
| 1992 | 6ª  | Porto Sant'Elpidio – Sulmona      | 223          | Versante Lettomanoppello e discesa verso Roccamorice | Leonardo Sierra        |